# Estación de La Latina
La Latina es una estación de la línea 5 del Metro de Madrid situada en el barrio de La Latina bajo la Plaza de la Cebada, en el distrito Centro de Madrid (España). La estación abrió al público el 5 de junio de 1968 con el primer tramo de la línea entre Callao y Carabanchel, siendo reformada entre 2003 y 2004 con la colocación de nuevas bóvedas y paramentos.

## Accesos
Vestíbulo La Latina
- San Francisco C/ Toledo, 56

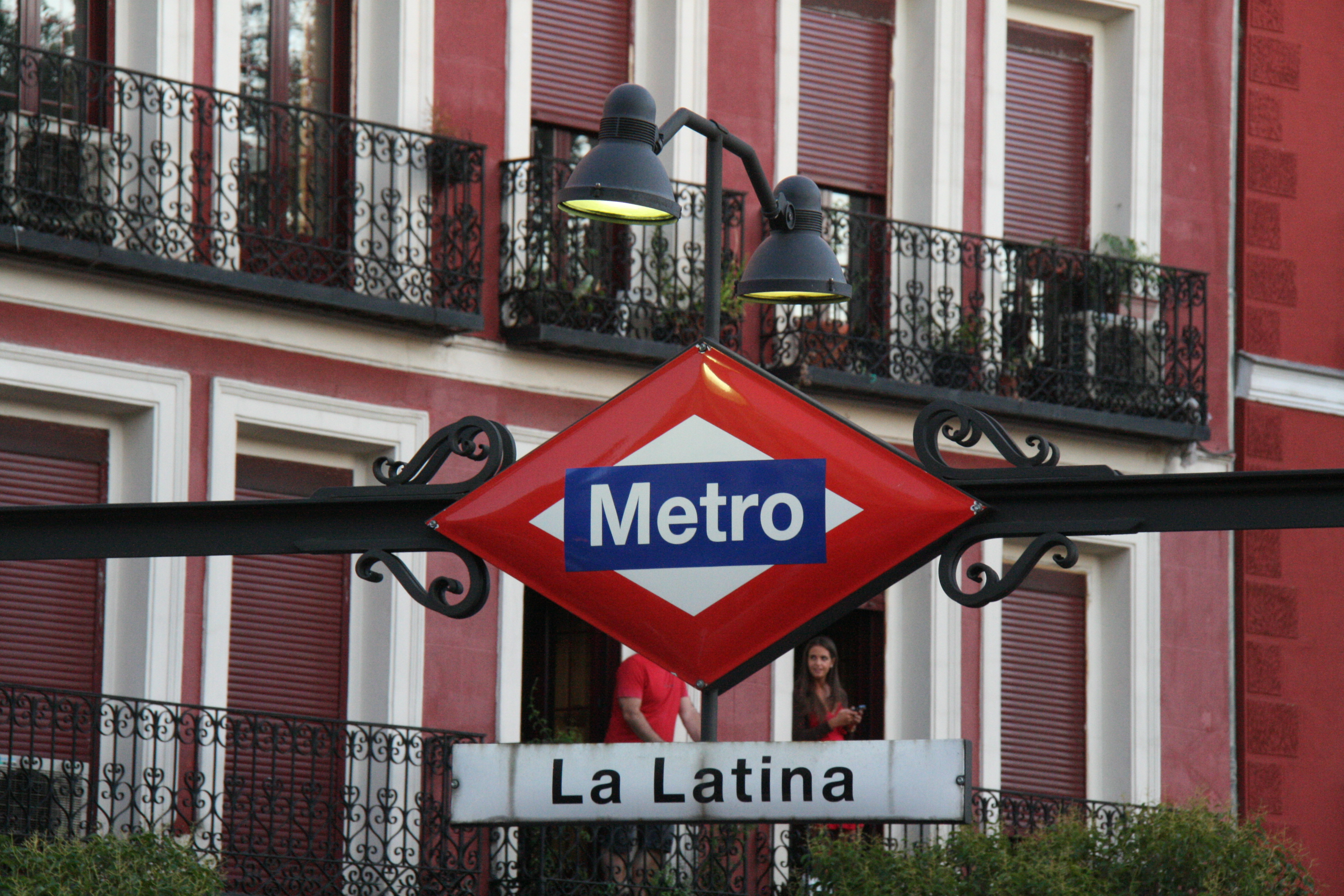
La Latina - Metro

- San Millán C/ Toledo, 65 (esquina C/ San Millán y C/ Maldonadas)
- Toledo C/ Toledo, 52

## Líneas y conexiones

### Metro
| << cabecera      | < estación | línea | estación >       | cabecera >>   |
| ---------------- | ---------- | ----- | ---------------- | ------------- |
| Alameda de Osuna | Ópera      |       | Puerta de Toledo | Casa de Campo |

### Autobuses
| Diurnos   |                                                 |                                                      |
| Línea     | Destino                                         | Parada                                               |
| 17        | Colonia Parque Europa                           | 545 LA LATINA (C/ Toledo, 54)                        |
| 18        | Villaverde Cruce (por Los Ángeles)              | 545 LA LATINA (C/ Toledo, 54)                        |
| 23        | Villaverde Cruce (por San Fermín y Los Rosales) | 545 LA LATINA (C/ Toledo, 54)                        |
| 35        | Carabanchel Alto                                | 545 LA LATINA (C/ Toledo, 54)                        |
| 002       | Puerta de Toledo                                | 545 LA LATINA (C/ Toledo, 54)                        |
| M3        | Puerta de Toledo                                | 545 LA LATINA (C/ Toledo, 54)                        |
| 17        | Plaza Mayor                                     | 546 LA LATINA (C/ Toledo, 57)                        |
| 18        | Plaza Mayor                                     | 546 LA LATINA (C/ Toledo, 57)                        |
| 23        | Plaza Mayor                                     | 546 LA LATINA (C/ Toledo, 57)                        |
| 35        | Plaza Mayor                                     | 546 LA LATINA (C/ Toledo, 57)                        |
| 002       | Argüelles                                       | 546 LA LATINA (C/ Toledo, 57)                        |
| 60        | Orcasitas                                       | 2588 PLAZA DE LA CEBADA (C/ Toledo frente al N.º 73) |
| Nocturnos |                                                 |                                                      |
| Línea     | Destino                                         | Parada                                               |
| N26       | Aluche                                          | 545 LA LATINA (C/ Toledo, 54)                        |
| N26       | Plaza de Alonso Martínez                        | 546 LA LATINA (C/ Toledo, 57)                        |